# Јурика (Калифорнија)
Јурика (енгл. Eureka) град је у америчкој савезној држави Калифорнија. По попису становништва из 2010. у њему је живело 27.191 становника.

## Демографија
Према попису становништва из 2010. у граду је живело 27.191 становника, што је 1.063 (4,1%) становника више него 2000. године.
| Група             | 2000.          | 2010.          |
| Белци             | 20.548 (78,6%) | 20.081 (73,9%) |
| Афроамериканци    | 427 (1,6%)     | 514 (1,9%)     |
| Азијати           | 928 (3,6%)     | 1.153 (4,2%)   |
| Хиспаноамериканци | 2.031 (7,8%)   | 3.143 (11,6%)  |
| Укупно            | 26.128         | 27.191         |